# The Losers (Film)
The Losers ist ein US-amerikanischer Actionfilm des Regisseurs Sylvain White aus dem Jahr 2010. Er ist eine Adaption des gleichnamigen Comics von Vertigo, einem Imprint von DC Comics. In Deutschland erschien der Film am 21. Januar 2011 direkt auf DVD.

## Handlung
Weil der Drogen- und Waffenhändler Fadhil im bolivianischen Dschungel Terroristen ausbildet, soll er per Luftangriff eliminiert werden. Die Zielmarkierung für die lasergesteuerte Bombe übernehmen die Elitesoldaten Clay, Jensen, Roque, Pooch und Cougar der Special Forces. Unter Missachtung ausdrücklicher Anweisungen befreien sie unmittelbar vor dem Bombeneinschlag eine Gruppe Kindersklaven aus Fadhils Anwesen und laden sie in den Helikopter, der eigentlich sie selbst ausfliegen sollte. Dieser wird plötzlich vor ihren Augen abgeschossen. Auch wenn sie den Abschussbefehl ihres Kommandeurs Max nicht hören konnten, steht für sie fest: Das galt ihnen. Kurzerhand werfen sie ihre Erkennungsmarken in das brennende Wrack, begeben sich in die nächste Stadt und planen einen Rachefeldzug gegen Max. Trotzdem scheint jemand zu wissen, dass sie überlebt haben. Während eines Barbesuchs wird Colonel Clay von einer durchtrainierten Latina-Schönheit mit seinem Vornamen angesprochen. Genau wie Clay hat sie angeblich ein Interesse an Max’ Tod. Sie bietet an, dem ganzen Team bei der illegalen Einreise in die USA zu helfen; darüber hinaus will sie sie zu Max führen.
Obwohl sie ihr misstrauen, lassen sie sich auf den Deal ein.
Auf dem Gebiet der USA angekommen, erklärt Aisha ihre Intention etwas ausführlicher: Max plant Waffen der nächsten Generation, sogenannte Schalldematerialisierer, zu verkaufen, wodurch viele Menschen ihr Leben verlieren würden. Sie passen Max’ Wagenkolonne auf Miamis Straßen ab und entführen das gepanzerte Fahrzeug, in dem sie Max vermuten. Leider war das eine Fehleinschätzung. Anstelle der gesuchten Person transportierte der Wagen nur eine aufwendig verschlüsselte Festplatte. Der Misserfolg löst Frust und Aggression unter den Teammitgliedern aus. Einige von ihnen plädieren dafür, den Rachefeldzug zu beenden. Die Frage, ob Aisha ein falsches Spiel spielt, lässt sich nicht abschließend klären.
In der Hoffnung, Max’ derzeitigen Aufenthaltsort herauszufinden, knacken sie den Code, mit dem die Festplatte vor fremdem Zugriff geschützt ist. Auf ihr befinden sich im Wesentlichen Transferdaten für das Verschieben von Schwarzgeld. Aber auch die Tatsache, dass Aisha Fadhils Tochter ist, können sie den Dateien entnehmen. Jetzt wird klar, dass Aisha den Tod ihres Vaters rächen will. Aisha flüchtet nach dieser Enttarnung aus dem Fenster.
Mitten in der Nacht begeben sich die fünf Fahnenflüchtigen zum Hafen von Los Angeles, wo sie endlich Max zur Strecke bringen wollen. Doch leider ist dies eine Falle. Die Festplatte war ein Lockmittel. Außerdem hatte Roque nach dem Miami-Debakel die Seiten gewechselt. Alle außer Roque werden von Max’ Leuten gefangen genommen. Und während die Vier im Morgengrauen ihrer Hinrichtung entgegen sehen, taucht plötzlich Aisha mit einer Panzerfaust auf einem der Schiffscontainer auf. Durch ihr Ablenkungsmanöver gelingt es ihren einstigen Gefährten, sich selbst zu befreien. Aber auch jetzt denken sie keineswegs an Flucht. Im Dienste von Frieden und Abrüstung versuchen sie, Max’ Waffengeschäft zu unterbinden. Die Übergabe im Hafen ist in vollem Gange. Max will die neu erworbene Hightech-Waffe gleich vor Ort testen. Die Sprengung des Hafens soll neue globale Konflikte heraufbeschwören, in die er dann als CIA-Mitarbeiter eingreifen kann. Clay kann ihm den Auslöser entreißen und verhindert damit eine Zerstörung ungeahnten Ausmaßes.

## Hintergrund
Die Comicverfilmung wurde hauptsächlich in Puerto Rico und Miami gedreht. Max und seine rechte Hand Wade befinden sich in der Puerto-Rico-Szene (ca. 45. Minute) auf der Plattform des Arecibo-Observatoriums. Die Wälder um das Riesenteleskop wurden ebenfalls für die Dreharbeiten genutzt. Sie stellen in den Anfangsszenen den bolivianischen Regenwald dar. Die Szene, in der sich Jensen Zugang zum Hauptserver verschafft, wurde auf der künstlichen, vor Miami gelegenen Insel Brickell Key gedreht.
Für die Produktion wendete Dark Castle 25 Millionen US-Dollar auf. Diesem Budget stehen weltweite Einnahmen von 29 Millionen US-Dollar aus Kartenverkäufen gegenüber.
Regisseur Sylvain White lud die beiden Comiczeichner Andy Diggle und Jock ein, bei der Filmproduktion mitzuarbeiten. Ob sie die Einladung annahmen, ist nicht bekannt. Die Handlungen der beiden Comicfolgen „Ante Up“ und „Double Down“ aus ihrem Comic The Losers waren lockere Vorlage für das Drehbuch.

## Synchronisation
| Darsteller          | Synchronsprecher   | Rolle                         |
| ------------------- | ------------------ | ----------------------------- |
| Jeffrey Dean Morgan | Hans-Jürgen Wolf   | Lt. Col. Franklin Clay        |
| Chris Evans         | Dennis Schmidt-Foß | Cpt. Jake Jensen              |
| Idris Elba          | Tilo Schmitz       | Cpt. William Roque            |
| Zoë Saldaña         | Tanja Geke         | Aisha al-Fadhil               |
| Jason Patric        | Thomas Nero Wolff  | Max                           |
| Holt McCallany      | Matti Klemm        | Wade                          |
| Columbus Short      | Marcel Collé       | Sgt. Linwood „Pooch“ Porteous |
| Peter Macdissi      | Rajvinder Singh    | Vikram                        |